# Iurie Osipenco
Iurie Osipenco, né le 6 juillet 1974 à Hîncești en Moldavie, est un footballeur moldave, devenu entraîneur à l'issue de sa carrière, qui évoluait au poste de milieu de terrain. 
Il compte 13 sélection en équipe nationale entre 1998 et 2001.

## Biographie

### Carrière de joueur
Iurie Osipenco dispute 348 matchs en première division moldave, pour 48 buts marqués, ainsi que 91 matchs en première division kazakhe, pour 10 buts inscrits.
Il joue également trois matchs en Ligue Europa.

### Carrière internationale
Iurie Osipenco compte 13 sélections avec l'équipe de Moldavie entre 1998 et 2001. 
Il est convoqué pour la première fois par le sélectionneur national Ivan Danilianţ pour un match amical contre la Roumanie le 6 juin 1998 (défaite 5-1). Il reçoit sa dernière sélection le 6 juin 2001 contre la Suède (défaite 6-0).

## Palmarès

### Joueur
- Avec le Constructorul Chișinău :
  - Vainqueur de la Coupe de Moldavie en 2000

- Avec le Zimbru Chișinău :
  - Vainqueur de la Coupe de Moldavie en 2003

### Entraîneur
- Avec le Milsami Orhei :
  - Champion de Moldavie en 2015